# Armour (waterbouwkunde)

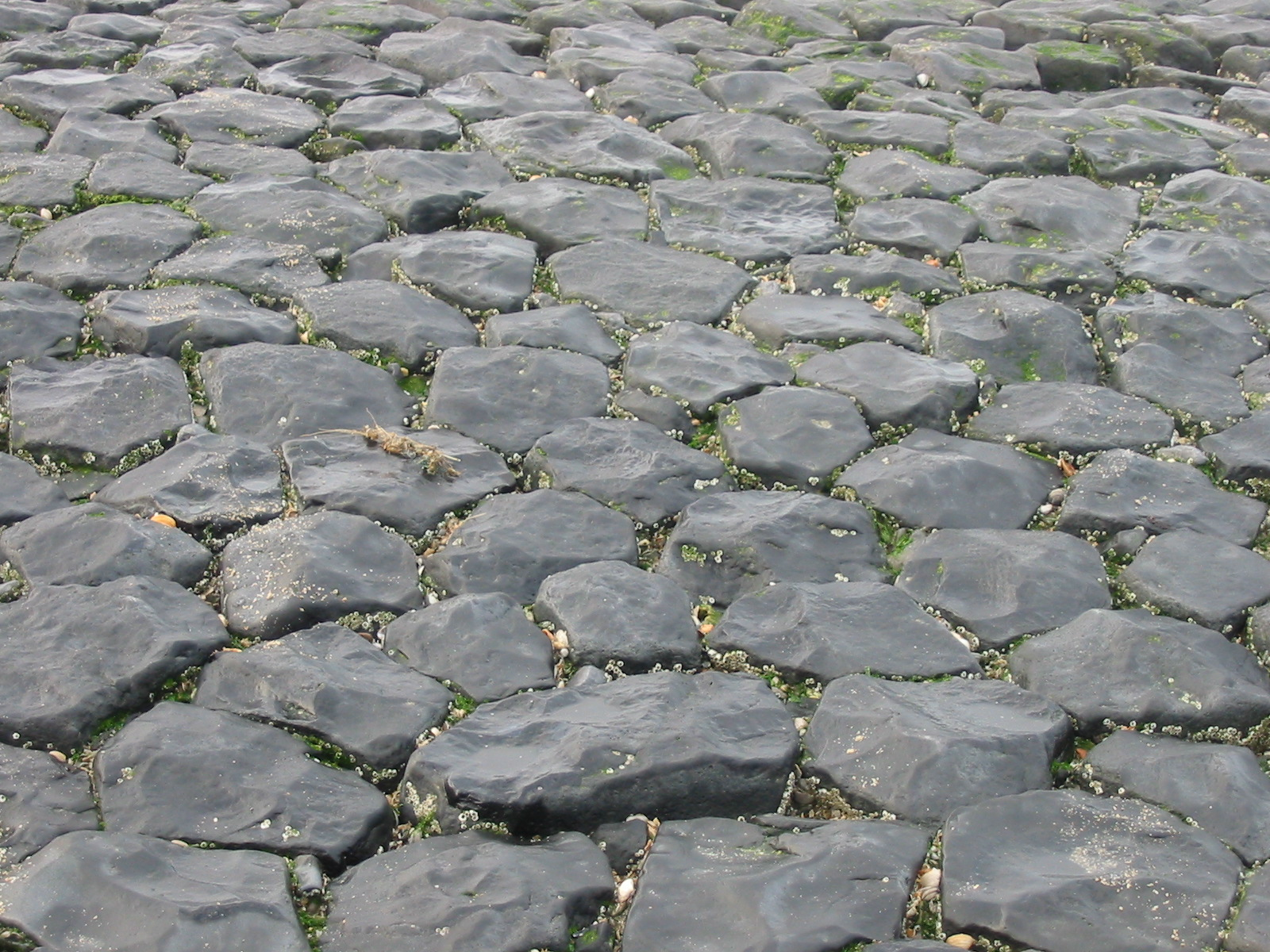
Armour van basaltblokken

Armour is de bovenste laag van een golfbreker, die de constructie beschermt tegen erosie. Bij een dijk wordt meestal gesproken over een dijkbekleding. Deze laag kan met verschillende materialen worden aangelegd, zoals waterbouwsteen (vaak basalt), of betonnen golfbrekerelementen.